# Beylicato de Menteşe

El Beylicato de Menteşe (morado) en 1300, entre otros beylicatos surgidos en la península anatólica.

El Beylicato anatolio de Menteşe (1260-1424), con capital en Milas en el suroeste de Anatolia y con sede en el castillo de Beçin cerca de esa ciudad, fue uno de los principados fronterizos establecidos por los clanes turcos Oğuz después de la caída del Sultanato selyúcida de Rum. El Beylicato fue llamado así en honor de su fundador, Menteş Bey. Este estado había comenzado a existir por el año 1290.  El territorio principal del Beylicato correspondía más o menos a la antigua Caria o a la actual provincia de Muğla en Turquía, incluyendo tres penínsulas que sobresalen de la provincia.
Entre los centros más importantes del Beylicato estaban las ciudades de Beçin, Milas, Balat, Elmali, Finike, Kaş, Mağrı (Fethiye después de 1911), Muğla, Çameli, Acıpayam, Tavas, Bozdoğan y Çine. La ciudad de Aydın (anteriormente Trales) fue controlada por este Beylicato por un tiempo y fue llamada Güzelhisar. La ciudad paso a sus vecinos Aydınidas del norte que cambiaron el nombre de la ciudad por el fundador de su dinastía. Los beys de Menteşe  también poseyeron Rodas entre 1300-1314 y fueron una seria potencia naval regional en su época. También dejaron importantes obras de arquitectura, como la Mezquita de Firuz Bey en Milas y la Mezquita de İlyas Bey en Balat.
Los beys de Menteşe se sometieron al poder otomano por primera vez en 1390 bajo el reinado de Beyazid I. Después de 1402, Tamerlán restauró el Beylicato a Menteşoğlu İlyas Bey, quien después reconoció la soberanía otomana en 1414. El territorio fue incorporado en el Imperio otomano de forma definitiva en 1424.
La actual provincia de Muğla de Turquía fue nombrado subprovincia (sanjacado) de Menteşe hasta los primeros años de la República de Turquía, aunque el sitio de la provincia se trasladó de Milas a Muğla con el establecimiento de la dominación otomana en el siglo XV.